# Campeonato Panamericano de Balonmano Junior Femenino de 1998
El III Campeonato Panamericano de Balonmano Junior Femenino se disputó en Long Island, Estados Unidos entre el 5 y el 8 de agosto de 1998 bajo la organización de la Federación Panamericana de Handball.. El torneo pone 2 plazas en juego para el Campeonato Mundial de balonmano Junior Femenino de China 1999

## Primera fase
– Clasificados a la final.
     – Clasificados al partido por el tercer puesto
| Equipo         | PTS | J | G | E | P | GF  | GC  | DG  |
| -------------- | --- | - | - | - | - | --- | --- | --- |
| Brasil         | 6   | 3 | 3 | 0 | 0 | 121 | 27  | +94 |
| Canadá         | 4   | 3 | 2 | 0 | 1 | 86  | 35  | +51 |
| Puerto Rico    | 2   | 3 | 0 | 0 | 3 | 31  | 104 | -73 |
| Estados Unidos | 0   | 3 | 0 | 0 | 3 | 25  | 97  | -72 |

### Resultados
| Fecha     | Hora  | Partido³    | Partido³ | Partido³       | Resultado |
| --------- | ----- | ----------- | -------- | -------------- | --------- |
| 5.08.1998 | 17:30 | Canadá      | -        | Estados Unidos | 33-09     |
| 5.08.1998 | 19:15 | Brasil      | -        | Puerto Rico    | 54-08     |
| 6.08.1998 | 21:00 | Canadá      | -        | Puerto Rico    | 38-07     |
| 6.08.1998 | 17:30 | Brasil      | -        | Estados Unidos | 48-04     |
| 7.08.1998 | 19:15 | Brasil      | -        | Canadá         | 19-15     |
| 7.08.1998 | 21:00 | Puerto Rico | -        | Estados Unidos | 16-12     |

## Segunda fase

### 3º/4º puesto
| Fecha     | Hora² | Partido¹       | Partido¹ | Partido¹    | Resultado |
| --------- | ----- | -------------- | -------- | ----------- | --------- |
| 8.08.1998 | 14:00 | Estados Unidos | -        | Puerto Rico | 17-15     |

### Final
| Fecha     | Hora² | Partido¹ | Partido¹ | Partido¹ | Resultado |
| --------- | ----- | -------- | -------- | -------- | --------- |
| 8.08.1998 | 14:00 | Brasil   | -        | Canadá   | 32-14     |

| Brasil           |
| Campeón          |
| Brasil 2° título |

### Clasificación general
| 1. Brasil         |
| 2. Canadá         |
| 3. Estados Unidos |
| 4. Puerto Rico    |

## Clasificados al Mundial 1999
| Bandera de Brasil | Bandera de Canadá |
| Brasil            | Canada            |
| ----------------- | ----------------- |